# Carlos Antonio Mendoza
Carlos Antonio Mendoza, né le 31 octobre 1856 à Panama et mort le 13 février 1916 dans la même ville, est un homme politique panaméen. Il est président du Panama du 1er mars au 1er octobre 1910.